# 리처드 S. 프레이저
리처드 S. 프레이저(Richard S. Fraser, 1913년 6월 30일 ~ 1988년 11월 27일)는 미국의 사회주의자, 인종문제 활동가이다.
트로츠키주의자이자 여성주의자였다. 1934년부터 트로츠키주의 운동에 참여하여 사회주의 노동자당(SWP)의 창립 멤버로 참여하였다. 배우자이자 정치적 동료인 클라라 프레이저와 함께 미국의 트로츠키주의-여성주의 계열 정당인 자유사회당을 조직, 결성하였다. 이후 클라라와는 이혼으로 결별한다.